# Bergiaria westermanni
Bergiaria westermanni is een straalvinnige vissensoort uit de familie van de Pimelodidae. De wetenschappelijke naam van de soort werd in 1874 gepubliceerd door Christian Frederik Lütken.